# Riket (SVT)
Riket är en svensk dokusåpa som har sänts i två säsonger i SVT. Den bygger på programformatet med samma namn.
Serien går ut på att deltagarna ska bli rika och i slutet ska den siste härskaren ta över riket. Den utspelar sig under historisk tid (medeltiden 2004 och stormaktstiden 2005) och deltagarna har tidstypiska kläder och verktyg. Deltagarna är uppdelade mellan fattiga och rika, där de fattiga har det knapert och de rika lever i överflöd med betjänter som uppassning.
Den första säsongen sändes från 27 november 2004 till 5 februari 2005. Stefan Sauk var spelledare. Serien vanns av Ken Lennaárd. Producent var Joachim Brobeck från Jarowskij Television.
En andra säsong med tolv avsnitt, Riket - Stormaktstiden, spelades in på Tidö slott mellan maj och juli 2005. Sauk återkom som spelledare och Brobeck som producent. Denna säsong vanns av Jonas Bengtsson. 
Vinjettmusiken framfördes av den svenska gruppen Evolver.